# Ida May Fuller
Ida May Fuller (* 6. September 1874 in Ludlow, Vermont; † 27. Januar 1975 in Brattleboro, Vermont) war die erste Person in den USA, die Leistungen aus der 1935 gegründeten Rentenversicherung (Social security) erhielt.
Ida May Fuller wurde auf einer Farm geboren und wuchs in einfachen Verhältnissen auf. Sie arbeitete zunächst als Lehrerin, bis sie 1905 eine Stelle als Rechtsanwaltsgehilfin annahm. In diesem Beruf arbeitete sie für den Rest ihres Lebens. Sie war unverheiratet, hatte keine Kinder und lebte die meiste Zeit alleine. Lediglich in ihren letzten acht Lebensjahren wohnte sie bei ihrer Nichte.
Im Jahre 1935 gründete Präsident Roosevelt im Rahmen des New Deal die Rentenversicherung. Bis zu diesem Zeitpunkt hatte es in den USA keine staatliche Rentenversicherung gegeben. Frau Fuller zahlte ab dem 2. Quartal 1937 einen Anteil von 1 % ihres Einkommens an Steuern und Sozialabgaben (Payroll tax) und entrichtete so bis zum Eintritt in den Ruhestand am 4. November 1939 insgesamt $ 24,75 an Rentenbeiträgen.
Nach dem Eintritt in den Ruhestand erkundigte sie sich bei der zuständigen Verwaltung der Rentenversicherung in Rutland County, ob ihr irgendwelche Zahlungen zustünden und erhielt dann am 31. Januar 1940 als erste Person in den USA einen Rentenscheck, über den Betrag von $ 22,54.
Bis zu ihrem Tod im Alter von 100 Jahren erhielt sie einschließlich der späteren Rentenerhöhungen eine Summe von $ 22.888,92 ausgezahlt, was im Verhältnis zu den eingezahlten Beträgen nahezu dem Tausendfachen entsprach.